# アンドレ・ナヴァラ
アンドレ＝ニコラ・ナヴァラ（André-Nicolas Navarra、1911年10月13日 - 1988年7月31日）は、フランスのチェリスト・音楽教師。ピエール・フルニエやポール・トルトゥリエ、モーリス・ジャンドロンらと並んで、フランスのチェロ楽派の偉大な伝統の継承者である。

## 経歴
フランスのピレネー＝アトランティック県ビアリッツに生まれる。父親はイタリア系のコントラバス奏者。9歳でトゥールーズ音楽院に入学し、13歳で首席卒業。少年時代は音楽だけでなく、水泳やボクシングの選手としても優秀だった。その後パリ音楽院に進学し、チェロをジュール・ローブに、室内楽をシャルル・トゥルヌミールに師事。2年後の1926年に15歳で首席卒業。1929年にクレトリー弦楽四重奏団に加わる。また、ピアニストのジョセフ・ベンヴェヌーティ、ヴァイオリニストのルネ・ベネデッティと共に「B.B.N.トリオ」を結成。
1931年にソリストとしてデビュー。コンセール・コロンヌとの共演でエドゥアール・ラロの「チェロ協奏曲 ニ短調」を演奏した。
1933年にはパリ・オペラ座管弦楽団の首席チェリストとなり、ワルター・ストラーラムやアルトゥーロ・トスカニーニ、ブルーノ・ワルター、ヴィルヘルム・フルトヴェングラーの指揮で演奏する。1937年にウィーン国際チェロ・コンクールで優勝し、ソリストとして、パドルー管弦楽団やラムルー管弦楽団と共演を果たす。その後はフランス国立放送管弦楽団の最初の演奏会に加わり、オーストリアやポーランド、イタリアに客演した。
1945年より独奏者としての活動に没頭し、ロンドン、デン・ハーグ、ジュネーヴ、ローマ、ベルリンに巡演する。1949年にフルニエの後任としてパリ音楽院の教授に就任、1952年にシエーナのキジアーナ音楽院で夏季講習会を開始する。1959年よりソリストとして録音も開始し、2度グランプリ・デュ・ディスク賞を獲得する。1965年に最初の米国遠征を実行し、指揮者シャルル・ミュンシュと共演する。1967年にデトモルト音楽高等学校の教授に就任、1968年から1970年までロンドン王立音楽院でも教鞭を執る。1969年にソ連で最初の演奏会を開く。1970年から1973年まで、サン＝ジャン＝ド＝リュズ・モーリス・ラヴェル夏季アカデミーで講習会を主催する。1973年より没年まで、ウィーン高等音楽学校に招かれ教授を務めた。
同時代の作曲家から献呈された数々の作品を初演した。トニー・オーバンの《カンティレーナと変奏 Cantilène variée 》（1946年）、フローラン・シュミットの《 Introït, récit et congé》（1951年）、アンドレ・ジョリヴェの《チェロ協奏曲 第1番》（1962年）、アントワーヌ・ティスネの《チェロ協奏曲》（1969年）といった作品がある。
1715年製のジュゼッペ・グァルネリを長年使っていたが、後に1741年製のガリアーノを使うようになった。しかし近代の楽器も好んで弾き、とりわけベルナルデルやミルモンを愛用した。
1988年にシエーナで客死した。76歳であった。
著名な門人にヨハネス・ゴリツキ、ワルター・ノータス、ハインリヒ・シフらがいる。